# (4588) Wislicenus
Pour les articles homonymes, voir Wislicenus.
(4588) Wislicenus est un astéroïde de la ceinture principale.

## Description
(4588) Wislicenus est un astéroïde de la ceinture principale. Il fut découvert le 13 mars 1931 à Heidelberg par Max Wolf. Il présente une orbite caractérisée par un demi-grand axe de 2,95 UA, une excentricité de 0,09 et une inclinaison de 9,8° par rapport à l'écliptique.

## Compléments